# Caillou
Caillou és una sèrie de dibuixos animats. Va ser creada per la televisió canadenca. Està basada en els llibres de l'escriptora Christine L'Heureux i la il·lustradora Hélène Desputeaux. El primer capítol es va crear el 15 de setembre de 1997

## Repartiment

### Versió francesa
- Bryn McAuley: Caillou (1997-2000).
- Jaclyn Linetsky: Caillou (2000-2003).
- Annie Bouvaird: Caillou (2003-2010).
- Pat Fry: Boris.
- Jennifer Seguin: Doris.
- Jesse Vinet: Rosie.
- Holly Gauthier-Frankel: Julie (2005-).
- Cara Reynolds: 2000 estel convidat.
- Jonathan Koensgen: Leo, Martin (2002-2010).
- Brigid Tierney: Rosie (2001), Clementine Truett.
- Diane Arcand (I): Àvia de Caillou (Versió Francesa).
- Marlee Shapiro: Àvia (2001), narrador.
- Claudia-Laurie Corbe: Versió francesa de Caillou.
- George Morris: Àvi.
- Claudia Verant: Mrs. Truett.
- Bob Stutt: Gilbert.
- Pier Paquette: Rexy (acreditat com Pier Kohl).
- Matt Ficner: Teddy.
- Tim Gosley: Deidi.

### Hispanoamèrica
- Circe Lluna - Caillou (Segona i Quarta veu).
- Gaby Ugarte - Caillou (Primera i Tercera veu).
- Emilio Prado - Caillou (Cinquena veu).
- Yolanda Vidal - Mare de Caillou.
- Salvador Delgado - Pare de Caillou.
- Elsa Covián - Rosie.
- Vanessa Acosta i Monserrat Mendoza - Sarah.
- Abraham Vega i Fernando Calderón - Leo.
- Alondra Hidalgo i Itzel Mendoza - Clementina.
- Lliça Willert i Marina Huerta - Àvia de Caillou.
- Armant Rendíz - Avi de Caillou.
- Enzo Fortuny - Jove Patinador.
- Uraz Horta - Jason.
- Laura Ayala - Mare de Clementina.
- Rebeca Patiño - Mare de Jason.
- Belinda Martínez - Mare de Robbie.
- Nancy MacKenzie - Dra. Forester.
- Dulce María Romay - Narradora (primera veu).
- Maru Guzmán - Narradora (veu actual).

Crèdits Tècnics
- Estudi de Doblatge 1: Fandango, Mèxic, D. F.
- Estudi de Doblatge 2: AF The Dubbing House, Mèxic, D.F
- Estudi de Doblatge 3: Candiani Dubbing Studios, Mèxic, D.F

### Espanya
- Elena Palacios - Caillou.
- Matilde Conesa - Narradora.
- Mercedes Cepeda - Mare de Caillou.
- Juan Antonio Arroyo - Pare de Caillou.
- Alicia Sainz de la Maza - Rosie.
- Ana María Simón - Àvia de Caillou.
- Fernando Hernández - Avi de Caillou.
- Cristina Yuste - Leo.
- Carmen Podi - Sarah.
- Silvia Sarmentera - Clementine.
- Chelo Vivaris - Teddy.
- Juan Antonio García Sainz de la Maza - Pallasso.
- Alicia Sainz de la Maza - Srta Martin.

Doblatge 1º-2º Temporada:
- Masumi Mutsuda - Caillou
- Marta Martorell - Narradora.
- Marta Tamarit - Mare de Caillou.
- Óscar Barberán - Pare de Caillou.
- Paula Ribó - Rosie.
- Emili Freixas - Avi de Caillou.
- Rosa María Pizá - Àvia de Caillou.
- Geni Rey - Leo.
- Roser Vilches - Sarah.
- Mònica Padros - Clementine.
- Joël Mulachs - Teddy.
- Carles Vicent - Pallaso.
- Núria Llop - Srta Martin.

## Patrocinadors
- Target (2003).
- Chuck I. Cheese (2004-Present).
- "Contribuents de l'estació PBS Viewers Like You" (2000-Present).